# Tiberi Plauci Silvà Elià
Tiberi Plauci Silvà Elià   (valor desconegut ↔ 33 dC - 79 dC)Tiberi Plauci Silvà Elià en llatí Tiberius Plautius Silvanus Aelianus va ser un magistrat romà del segle i. Formava part de la gens Plàucia.
Era pontífex i va llegir l'oració quan es va posar la primera pedra del nou Capitoli l'any 70. En una inscripció es diu que va tenir diversos comandaments militars importants i que va ser dues vegades cònsol, però les dates no es coneixen segur i probablement era cònsol sufecte. El més probable és que fos cònsol la primera vegada l'any 47 en el regnat de Claudi i la segona vegada el 76, sota Vespasià.